# Villa orientalis
Villa orientalis är en tvåvingeart som beskrevs av Zaitzev 1966. Villa orientalis ingår i släktet Villa och familjen svävflugor. Inga underarter finns listade i Catalogue of Life.